# توشی‌هیکو اوچیاما (بازیکن فوتبال، زاده ۱۹۸۹)
توشی‌هیکو اوچیاما (ژاپنی: 内山 俊彦؛ زادهٔ ۲۹ آوریل ۱۹۸۹) یک بازیکن فوتبال اهل ژاپن است.
از باشگاه‌هایی که در آن بازی کرده‌است می‌توان به باشگاه فوتبال فوکوشیما یونایتد اشاره کرد.